# Provincia de Ingavi
La provincia de Ingavi es una provincia de Bolivia, ubicada en el departamento de La Paz. La capital provincial es la ciudad de Viacha, en el municipio homónimo.
La provincia fue nombrada por ser el lugar donde se desarrolló la batalla de Ingavi durante la disolución de la Confederación Perú-Boliviana; en el que el ejército peruano fue derrotado por Ejército Unido Restaurador en 1841, bajo el mando del general José Ballivián. 
Fue creada mediante ley del 16 de diciembre de 1909, bajo la presidencia de Eliodoro Villazón, separándose de la provincia de Pacajes e Ingavi.
Cuenta con una población de 134 965 habitantes según el censo boliviano de 2012.
Huacullani es una población que está ubicada a las orillas de lago Titicaca, los pobladores se dedican a la lechería, agricultura y pesca. En el ámbito de educación cuenta con los 3 niveles: inicial, primaria y secundaria, con una población aproximada de 870 estudiantes.

## Demografía
De acuerdo con el censo boliviano de 2024, la población de la provincia de Ingavi es de 175 787 habitantes.
La población de la provincia se ha más que duplicado en las últimas tres décadas:
| Año  | Habitantes | Fuente |
| ---- | ---------- | ------ |
| 1992 | 78 230     | Censo  |
| 2001 | 95 906     | Censo  |
| 2012 | 134 535    | Censo  |
| 2024 | 175 787    | Censo  |

## Estructura
La provincia de Ingavi está dividida políticamente en 7 municipios:
1. Viacha
2. Guaqui
3. Tiahuanaco
4. Desaguadero
5. San Andrés de Machaca
6. Jesús de Machaca
7. Taraco